# Брыли (Могилёвская область)
Брыли́ — деревня в составе Кадинского сельсовета Могилёвского района Могилёвской области Белоруссии.
Название происходит от белорусского слова «брыль» — шляпа (соломенная).

## Географическое положение
Ближайшие населённые пункты: Каменка, Качурино, Малеевка.

## История
Упоминаются в 1611 году как деревня, центр войтовства Могилевской волости в Оршанском повете ВКЛ.